# ケンロクエンクマガイ
ケンロクエンクマガイ（兼六園熊谷、学名：Cerasus Sato-zakura Group ‘Choshu-hizakura’、シノニム：Cerasus serrulata ‘Chousiuhizakura’, Cerasus jamasakura 'Kenrokuen-kumagai'）はバラ科サクラ属の植物。オオシマザクラを基に生まれた日本原産の栽培品種のサトザクラ群のサクラで交雑相手にはタカネザクラがある。森林総合研究所のDNA解析により、従来定説とされてきたオオヤマザクラ起源が否定され、荒川堤が発祥とされているチョウシュウヒザクラ（長州緋桜）と同じクローンの栽培品種であることが確認された。
原木が所在する石川県金沢市にある兼六園では「熊谷桜」の通称でも呼ばれているが、品種名として定められているクマガイザクラ（熊谷桜）やクマガイ（熊谷）とは完全に別種である。

## 由来

### 栽培品種としての由来
江戸時代にオオシマザクラを基に誕生したサトザクラの一種。ケンロクエンクマガイ（チョウシュウヒザクラ）は濃い紅色をしているが、これは意外にも花弁が白色のオオシマザクラの特質を継承していると考えられている。一般的なオオシマザクラの花弁は白いが、色素のアントシアニンの影響で稀に花弁がわずかに紅色に染まる個体があり、散り際の低温刺激でも紅色が濃くなることがある。通常のオオシマザクラの野生状態ではこのように紅色の発露が制御されているが、選抜育種の最中に突然変異が起こって紅色の個体が生まれ、ここからケンロクエンクマガイ（チョウシュウヒザクラ）が誕生したと考えられている。なおカンザンも同じ過程でオオシマザクラから誕生したと考えられている。
明治時代に入ると社会の急速な転換により武家屋敷や神社仏閣、街路の多種の栽培品種のサクラが伐採されていき、ケンロクエンクマガイ（チョウシュウヒザクラ）も消滅の危機にあったが、「長州緋桜」の名で荒川堤に植樹されたことで命脈を保ち今日につながっている。この点もカンザンと同じ経緯である。

### ケンロクエンクマガイとしての原木の由来

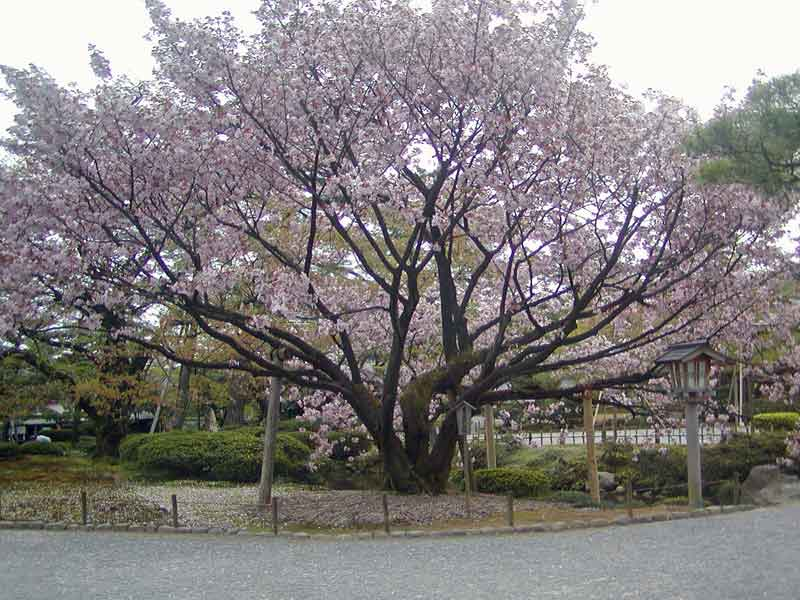
兼六園にある原木

元は水戸藩から加賀藩に贈られた桜であり、石川県金沢市の兼六園に2本の原木があり、初代は樹齢300年以上の名桜。『平家物語』における熊谷直実の甲冑の緋色の縅から連想して、明治の初めに「兼六園熊谷」の名で呼ばれるようになった。なお兼六園に原木があった別種のケンロクエンキクザクラ（兼六園菊桜）も兼六園に由来する桜として有名である。

## 特徴

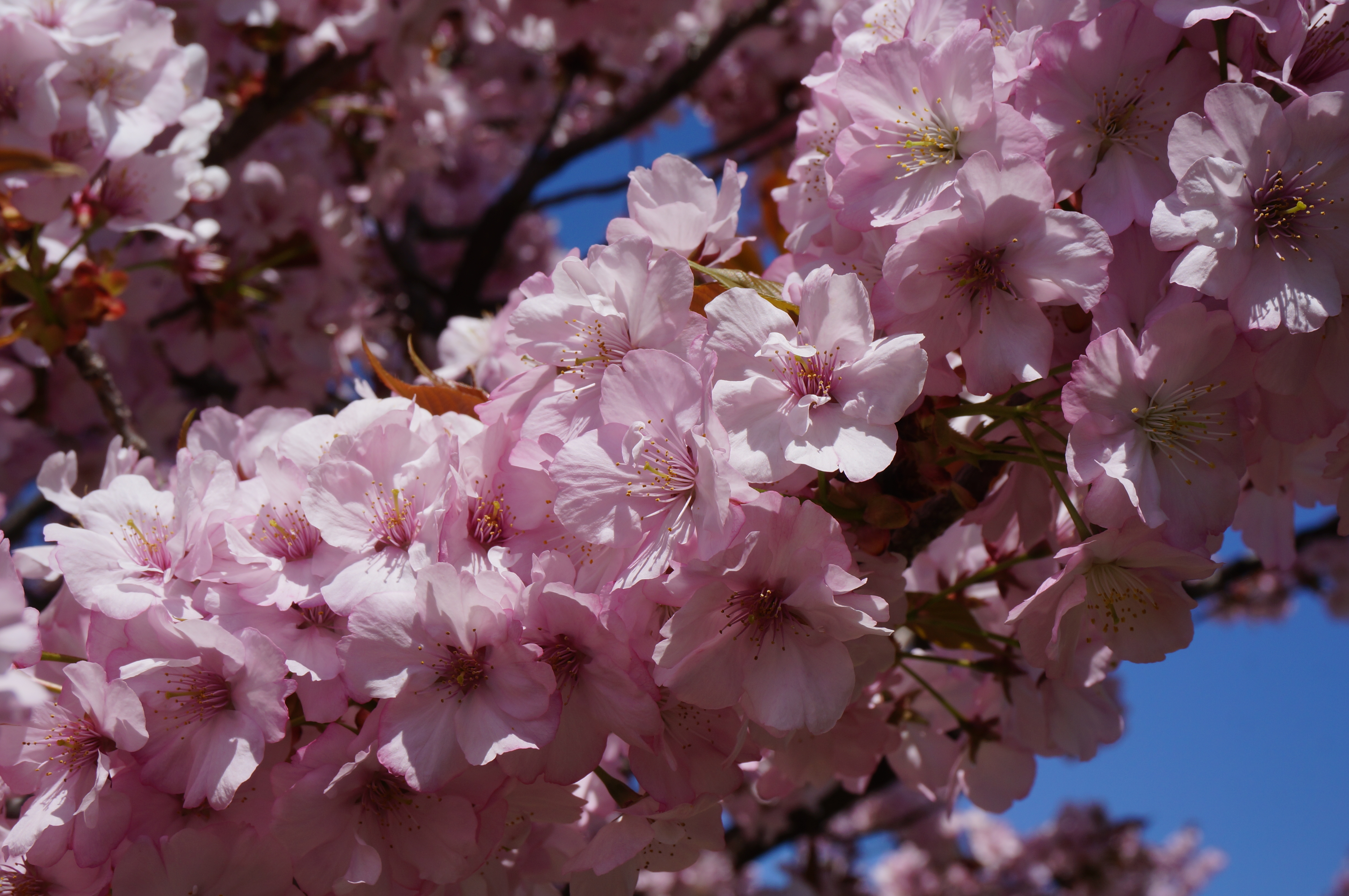
大輪で淡紅色の花弁をもつ花が枝を取り巻いて咲く

樹形は盃状で、樹高は10m程度までに成長する亜高木。花弁は大輪、一般的に5枚の一重咲き、色は濃い目の淡紅色で、咲いて間もない頃は花弁の縁の紅色が中心部より濃い様子が目立つ。東京での花期は4月中旬。花が咲く少し前から葉が生え始めて赤茶色から徐々に緑色に変化する。満開になると枝を取り巻きボタンのような形で花が咲くことからボタンザクラの異名もある。
- 樹形は盃状
- 濃い目の淡紅色の大輪の花が赤い葉と同時に展開する
- 咲き始めは花弁の縁の色の方が濃い様子が目立つ

## 植栽地

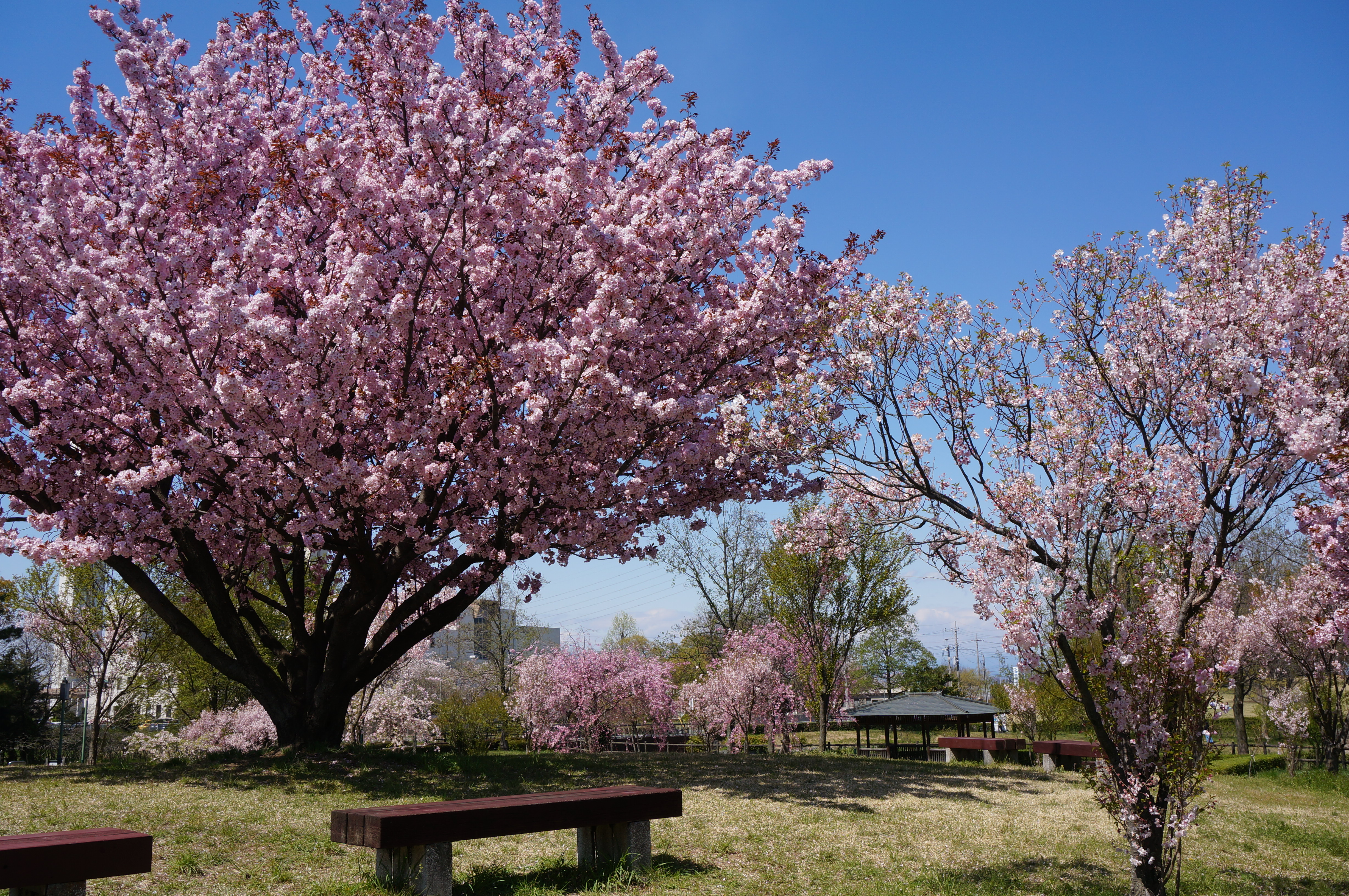
気象条件により咲き揃った埼玉県熊谷市別府沼公園のケンロクエンクマガイ（左奥）とクマガイ（右手前）

「ケンロクエンクマガイ」としての関東地方での植栽地の一例をあげると、埼玉県熊谷市の別府沼公園に「熊谷」と名の付く品種の桜が植栽されている「熊谷の森」があり、同じく熊谷直実を品種名の由来とするクマガイ（桜熊谷）と共に5本植栽されている。同様に熊谷スポーツ文化公園の「四季の丘」にもクマガイ（桜熊谷）と共に4本植栽されている。また茨城県結城市の公益財団法人日本花の会結城農場にも3本植栽されている。
「チョウシュウヒザクラ」としての関東地方での植栽地の一例をあげると、新宿御苑に大きく花付きの良い個体が1本あるほか、公益財団法人日本花の会の結城農場にも「ケンロクエンクマガイ」名義の3本に加えて「チョウシュウヒザクラ」として3本植栽されている。

## 派生種
1972年頃に白井勲がケンロクエンクマガイとカンヒザクラを交配させて作出したのがヨコハマヒザクラ（横浜緋桜）である。ヨコハマヒザクラは花形の良い中輪から大輪の花を比較的多く付け、この点でケンロクエンクマガイの特徴を一部受け継いでいる。またケンロクエンクマガイよりさらに紅色が濃く下向きに花が付く点はもう一方の親のカンヒザクラの特徴を受け継いでいる。